# Mondays: see you "this" week
Mondays: See You 'This' Week! (japonès: MONDAYS／このタイムループ、上司に気づかせないと終わらない, Hepburn: Mondays: Kono taimurūpu, jōshi ni kidzuka senai to owaranai, lit. Dilluns: aquest bucle temporal no s'acabarà fins que el cap se n'adoni) és una pel·lícula de comèdia/ciència-ficció japonesa del 2022 dirigida per Ryō Takebayashi i escrita per Saeri Natsuo i Ryō Takebayashi.

## Argument
Una senyora d'oficina japonesa, Akemi Yoshikawa, té una data límit urgent per a la seva feina publicitària. Els seus companys de feina Takuto Endо̄ i Ken Murata estan convençuts que es troben en un bucle temporal, revivint la mateixa setmana repetidament. Després d'assenyalar amb èxit el futur nombroses vegades, i unes quantes rondes de reviure els mateixos esdeveniments, Yoshikawa s'adona que estan dient la veritat. Aleshores, primer han de convèncer la resta del personal i després trobar la solució per aturar el bucle de temps.
Finalment, centrant-se en la polsera de jade del cap, que creuen que està maleïda, la destrueixen... només per trobar que de fet és plàstic, no jade i no té cap efecte.
Aleshores descobreixen que un dels membres del personal és conscient del bucle de temps que no s'ha produït. Ella diu que n'era conscient abans que ningú, i creu que el problema té a veure amb un manga inacabat que impedeix que la seva vida es compleixi mentre fa la seva feina mundana.
Tot el personal treballa en el manga inacabat en equip. Tenen problemes per convèncer el cap, que aparentment no pot agafar informació tret que se li presenti en una presentació de negocis. El personal va posar la informació en una presentació de PowerPoint, que el convenç.
Finalment el completen quan descobreixen que el cap, que abans era un artista de manga també està frustrat i mai va poder ser un mangaka. S'implica i l'acaba com cal.
Finalment, el manga s'envia a l'editor, que l'aprova, i el bucle temporal es trenca.

## Repartiment
- Wan Marui com Akemi Yoshikawa
- Koki Osamura com a Takuto Endо̄
- Yûgo Mikawa com Ken Murata
- Makita Sports com Shigeru Nagahisa
- Ryô Ikeda com a Yudai Sakino
- Shimada Momoi com Kandagawa Seiko
- Haruki Takano com Ichiro Taira
- Kotaro Yagi com Sotaro Moriyama

## Distincions

### Recompensa
- Vevey International Funny Film Festival 2023: VIFFF d'or.[6]

### Seleccions
- Festival Internacional de Cinema de Pequín 2023.
- LVI Festival Internacional de Cinema Fantàstic de Catalunya : Noves Visions.[7]